# 川村元紀
川村 元紀（かわむら もとのり、1984年 - ）は、日本のアーティスト。通称、わむらも。

## 経歴
静岡県生まれ。2008年に 金沢美術工芸大学卒業。

## 個展
- 2019年 「A Doghouse on the Ground」芸宿（石川）
- 2016年 「Undefined Nests」芸宿（石川）
- 2015年 「牡蠣座」HIGURE17-15cas（東京）

## グループ展
- 2017年 「狼の眼 The Iris of a Wolf」Block House（東京）
- 2017年 「クロニクル、クロニクル！」Creative Center OSAKA（大阪）企画、長谷川新
- 2017年 「引込線 2017」旧所沢市立第2学校給食センター（埼玉）